# 담갈색대서양나무쥐
담갈색대서양나무쥐(Phyllomys dasythrix)는 가시쥐과에 속하는 남아메리카 설치류의 일종이다. 브라질 파라나주와 산타카타리나주, 히우그란지두술주에서 발견된다.